# Eusparassus barbarus
Eusparassus barbarus là một loài nhện trong họ Sparassidae.
Loài này thuộc chi Eusparassus. Eusparassus barbarus được Hippolyte Lucas miêu tả năm 1846.